# Parc national de Loango
Le parc national de Loango est un site naturel côtier du Gabon englobant le lagon d'Iguéla (220 km²), un des seuls lagons d’Afrique centrale entièrement situé dans une aire protégée. Le parc est situé dans le site Ramsar du Petit Loango, reconnu en 1986.

## Description
Ce parc d'environ 1550 km² fut créé en 2002 (décret N°613/PR/MEFEPEPN du 30 août 2002 portant classement du parc national de
Loango) par la fusion des réserves d'Iguela et de Loango. Il est l'un des treize parcs nationaux du Gabon destiné en partie à la restructuration de l'économie de ces régions : s'éloigner des revenus du pétrole qui se tarissent lentement pour se tourner vers l'écotourisme. (Ces treize parcs couvrent 10 % de la superficie totale du Gabon.)

## Faune
Situé dans une zone humide particulièrement sensible, le parc de Loango est connu pour abriter les grands animaux d'Afrique, dont les éléphants, les buffles et les hippopotames, sur ses plages de sable blanc. Jusqu'à 10.000 éléphants de forêt vivent dans ce qui est un des  parcs nationaux les plus importants du Gabon.
D'autres animaux fréquemment observés sont les gorilles, les buffles rouges, les antilopes, les cochons à oreilles de pin, les tortues de mer, les tarpons de l'Atlantique, les carangues d'eau douce et les hippopotames.

## Galerie

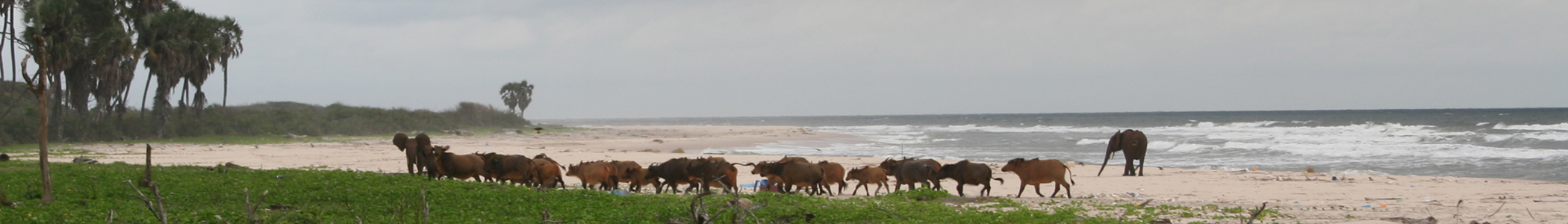
Buffles et éléphants à la plage (2013).
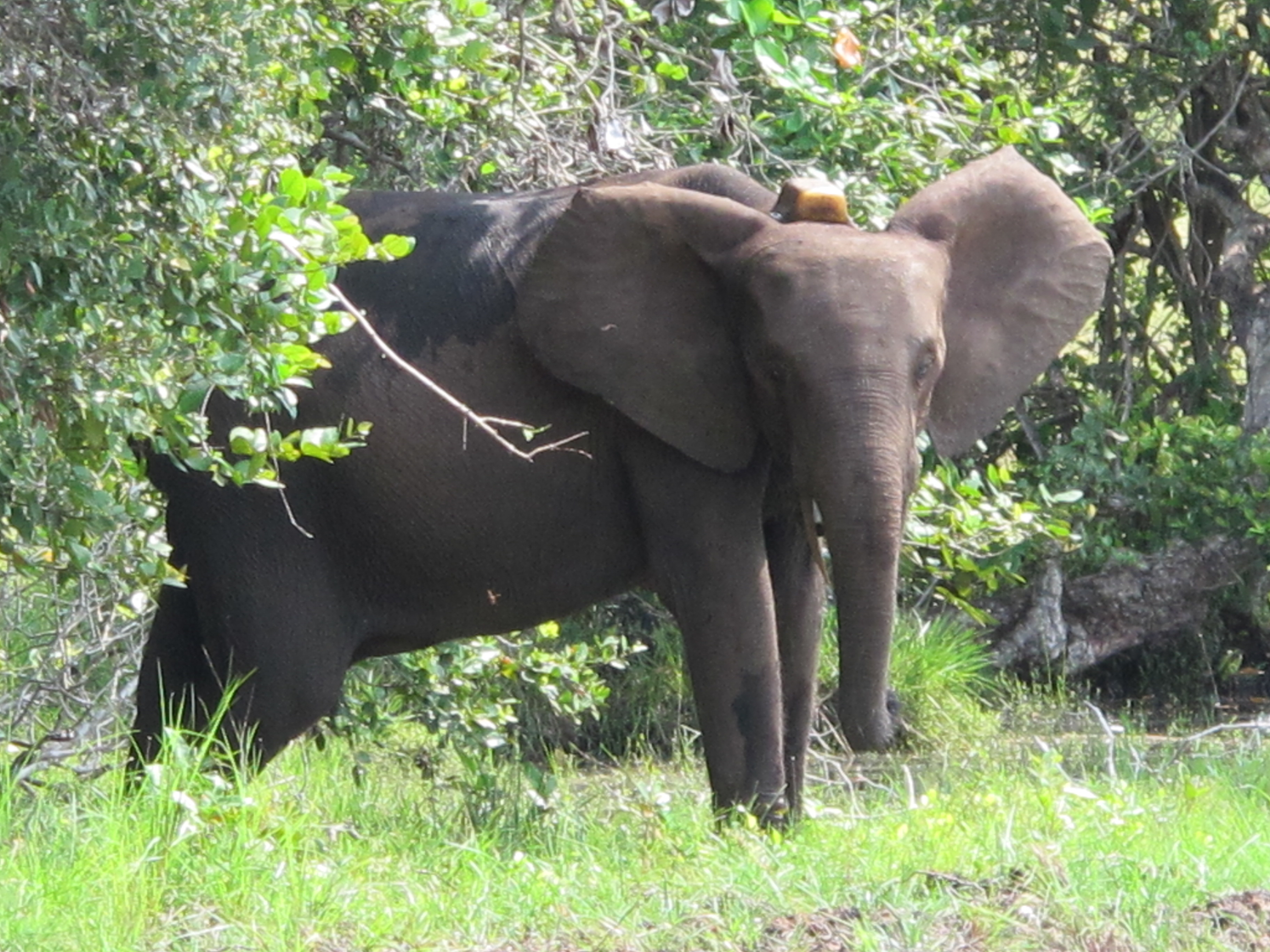
Un éléphant du parc, avec une balise GPS (2012).
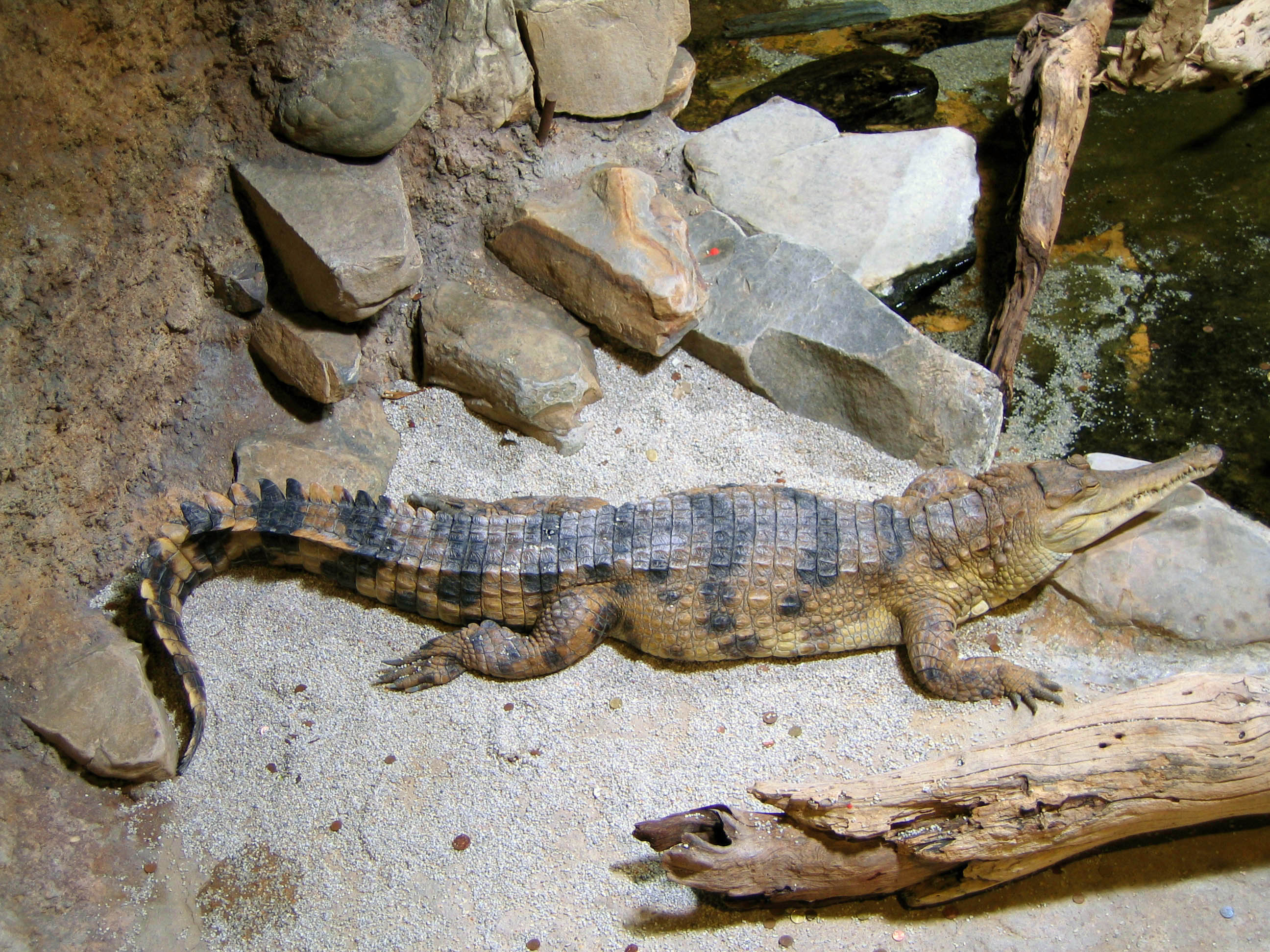
Crocodylus cataphractus (faux-gavial d'Afrique) est aussi une espèce endémique du parc.
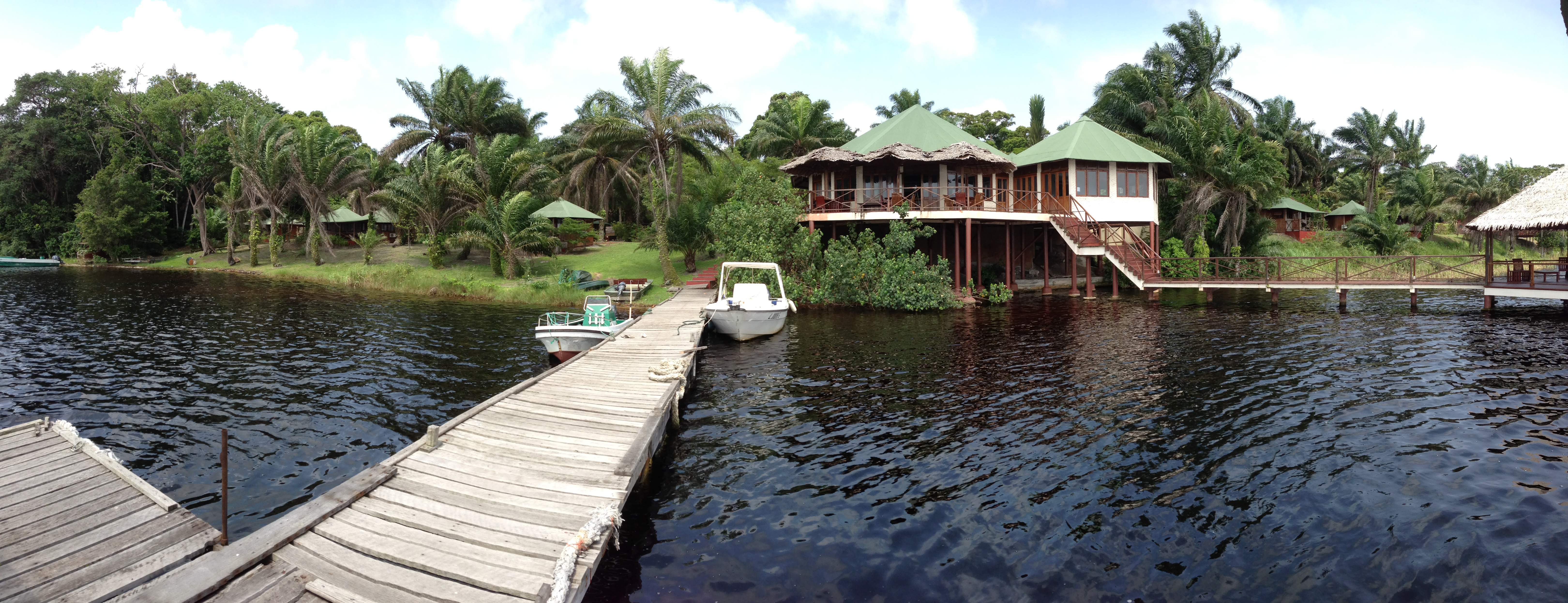
Un lodge près du parc national (2012).
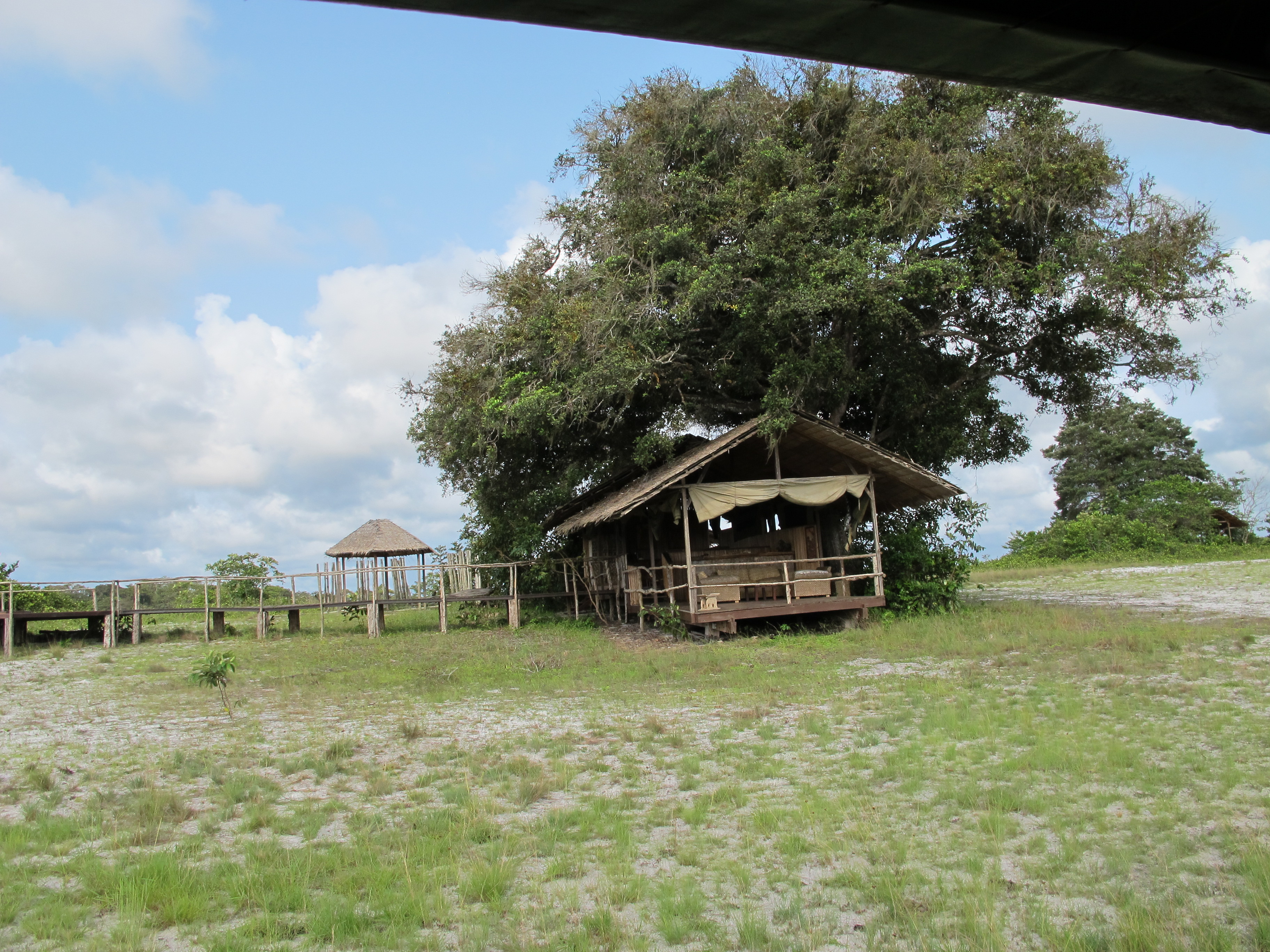
Terrasse de bar du « campement sud » (2012).

## Tourisme
Loango est un des grands sites naturels touristiques du Gabon, attirant des visiteurs du monde entier. Quelques hébergements exclusifs, appelés « camps sauvages », se sont installés dans le parc national ou à ses abords immédiats mais, afin de préserver les lieux, ils n'ont qu'une petite capacité. Il est donc préférable de réserver par avance ou de passer par un voyagiste.
Des bungalows de style traditionnel ont notamment été construits près de la pittoresque lagune Iguela, se jetant dans l'Atlantique.

## Problématiques
Des pressions entropiques et dangers existent toujours, malgré le classement et la protection de cette zone exceptionnel: 
- Braconnage (approvisionnement des grandes villes) et pêche.
- Fragmentation de l'habitat; par exemple, en 2006, des layons ont été créés dans la forêt pour l'exploration pétrolière.
- L'exploitation forestière engendre l'ouverture de routes qui facilitent l'accès à l'aire protégée et un afflux de touristes qui risquent de ne pas prendre en compte les règles de gestion propres à cette zone tampon.
- Modification de l'habitat et projets d'infrastructures (routes, logements, hôtels, commerces...). Par exemple: l'ouverture de l'embouchure de la lagune Ndougou pour faire passer des bateaux entre Gamba et Port-Gentil